# Ancistrocerus atlanticus
Ancistrocerus atlanticus är en stekelart som först beskrevs av Kirby 1884.  Ancistrocerus atlanticus ingår i släktet murargetingar, och familjen Eumenidae.

## Underarter
Arten delas in i följande underarter:
- A. a. atrurus
- A. a. lindbergi
- A. a. luciae
- A. a. pseudatlanticus